# DuvedeC
DuvedeC (Dutch Vehicle Development Center) is een Nederlands design- en ontwikkelingsbureau van voertuigen en voertuigcomponenten.

## Geschiedenis
Het bureau werd in 1982 opgericht door de uit Duitsland afkomstige Hans Botz. Wegens zijn ervaring bij Opel en Hanomag werd hij door de gebr. Van Doorne naar Nederland gehaald voor de ontwikkeling van de carrosserie van de DAF 600. Bij DAF en Volvo was hij hoofd van de afdeling Carrosserieontwikkeling.
Het designbureau uit Helmond ontwikkelt voertuigconcepten, studiemodellen, prototypes en voertuigin- en exterieurcomponenten. Voorbeelden hiervan zijn diverse eigen voertuigconcepten, de facelifts van de DAF’s 75 / 85 (CF) en de 95 (XF), prototypes voor Mercedes. Voor het ontwerp van de Phileas kreeg Duvedec in 2006 de Dutch Design Award.
In 2016 is Duvedec overgenomen door het Duitse bedrijf EDAG.
Belangrijke opdrachtgevers:

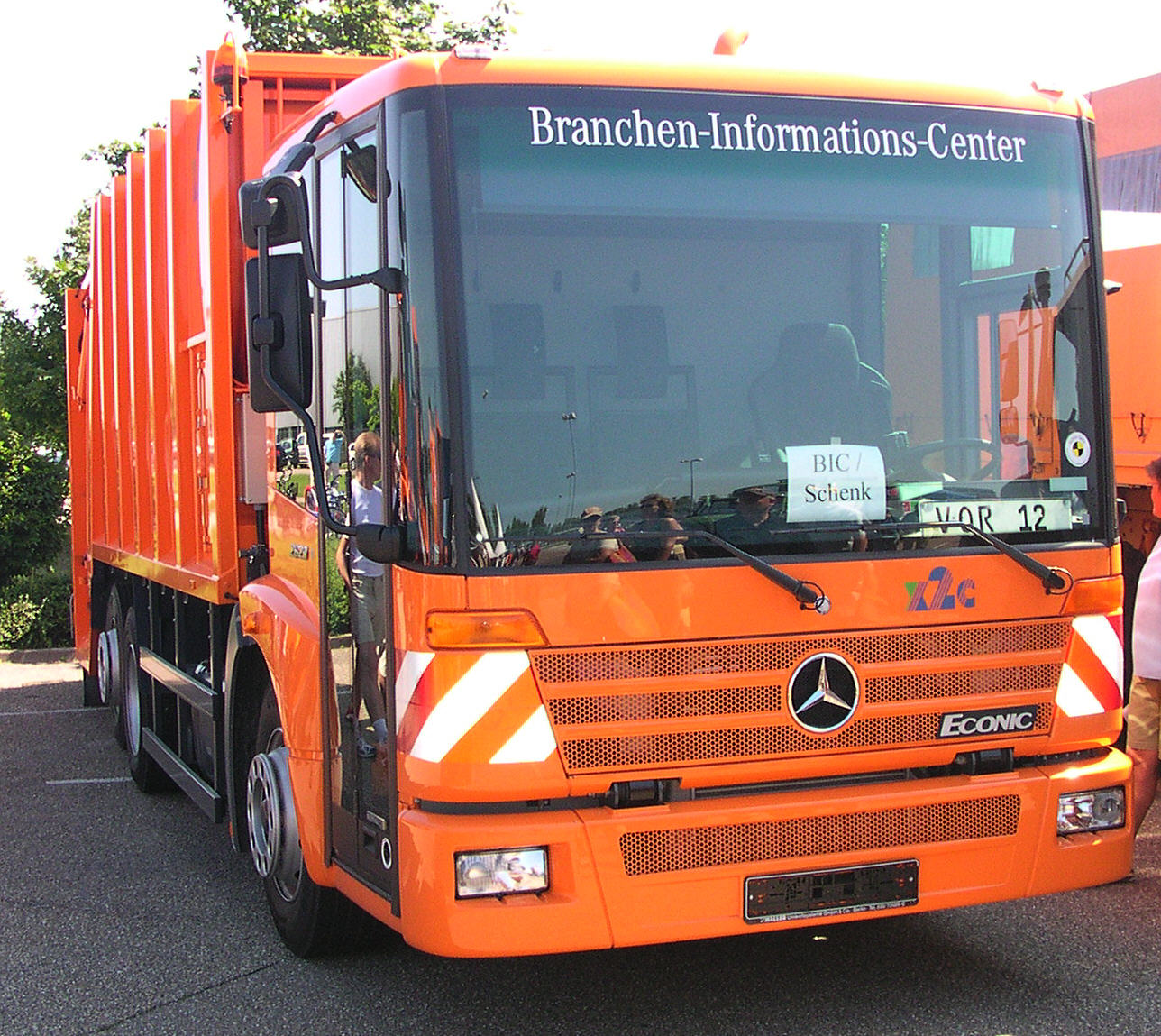
Mercedes-Benz Econic

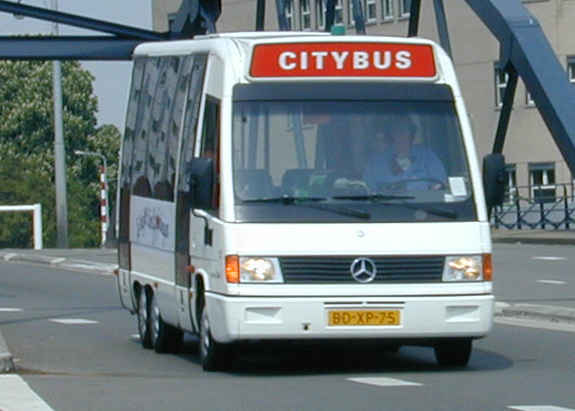
Mercedes-Benz O 100 Citybus

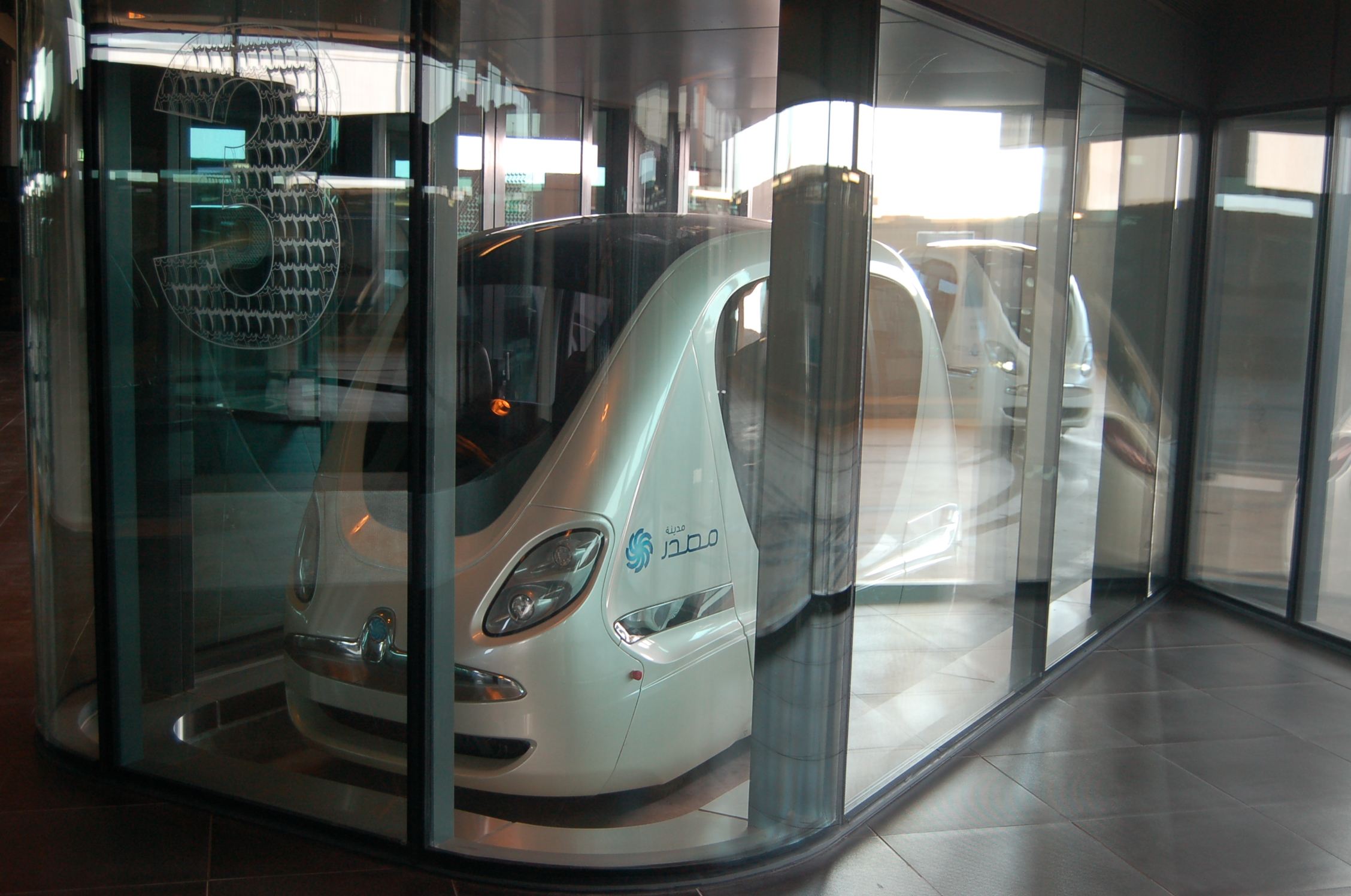
PRT Masdar City

- Personenauto’s: Volvo, div. toeleveranciers in de automobielindustrie
- Bestelwagens / Vans: Mercedes-Benz, SsangYong
- Vrachtauto’s: DAF, Mercedes
- Bussen: VDL Berkhof, Den Oudsten, Jonckheere, APTS

## Concepten
- 1982: Duvedec MB 90
- 1985: Duvedec C 4.2
- 1986: Duvedec Conference
- 1990: Mercedes-Benz O 100 Citybus
- 1997: Den Oudsten X97

## Prototypes
- 1992: Mercedes-Benz EXT 92[1]
- 1997: Mercedes-Benz Econic
- 1998: Mercedes-Benz Altra
- 2000: Mercedes-Benz Alusprinter
- 2002: PRT Floriade 2002

## Belangrijkste ontwerpen
- 1991: Berkhof / Hainje-Duvedec gelede bus (op Volvo-chassis)
- 1989: Hainje ST2000 Duvedec (op DAF-chassis)
- 1989: Hainje ST2000 Duvedec (op Volvo-chassis)
- 1990: Mercedes-Benz O 100 Citybus
- 1994: Berkhof Duvedec (doorontwikkeling ST2000)
- 199?: Mercedes-Benz 700
- 1997: Den Oudsten X97
- 2002: Phileas
- 2004: ParkShuttle II
- 2006: Évéole (Phileas Hybrid gelede bus)
- 2010: PRT Masdar City

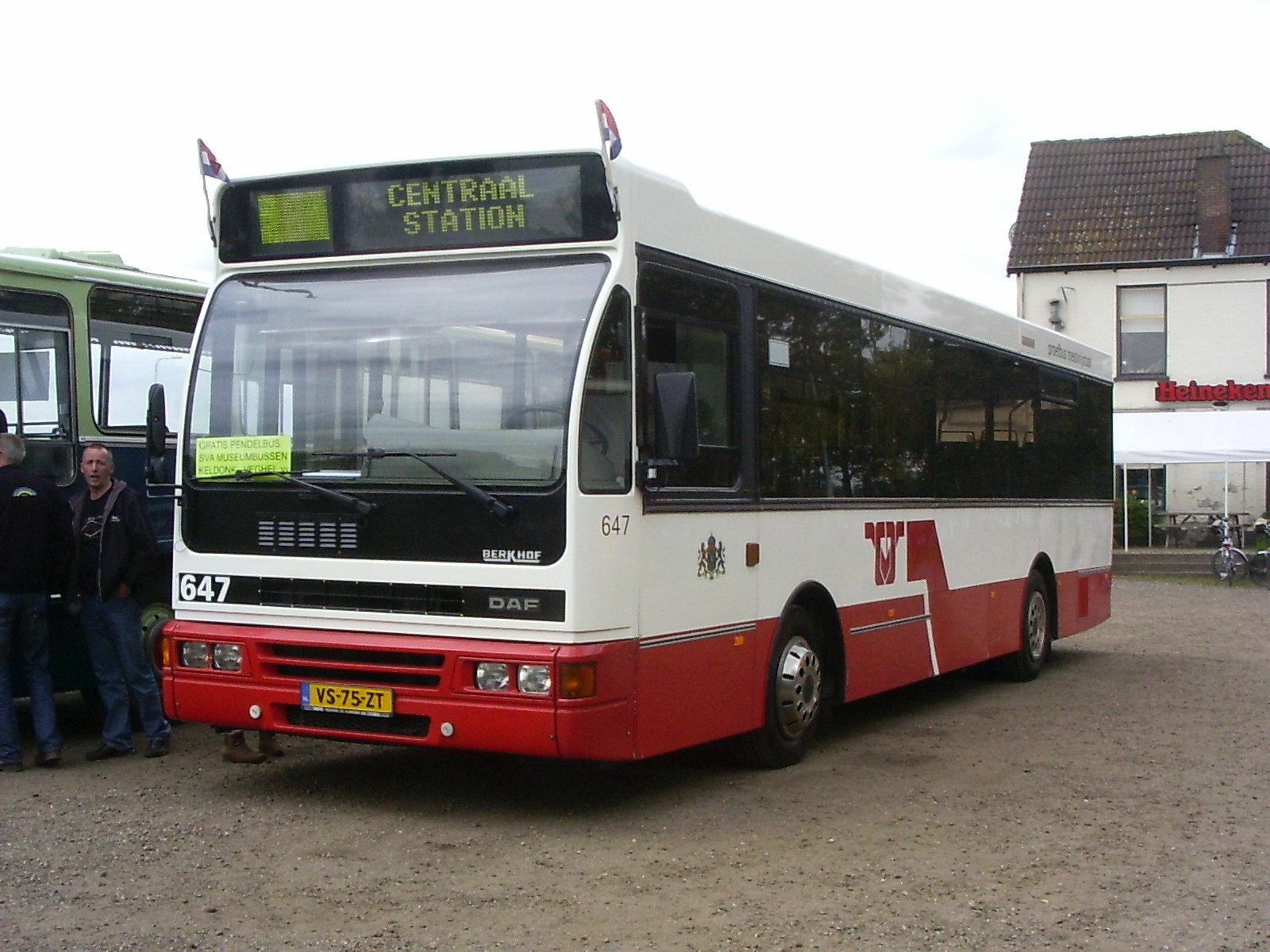
Hainje / Berkhof DAF-bus
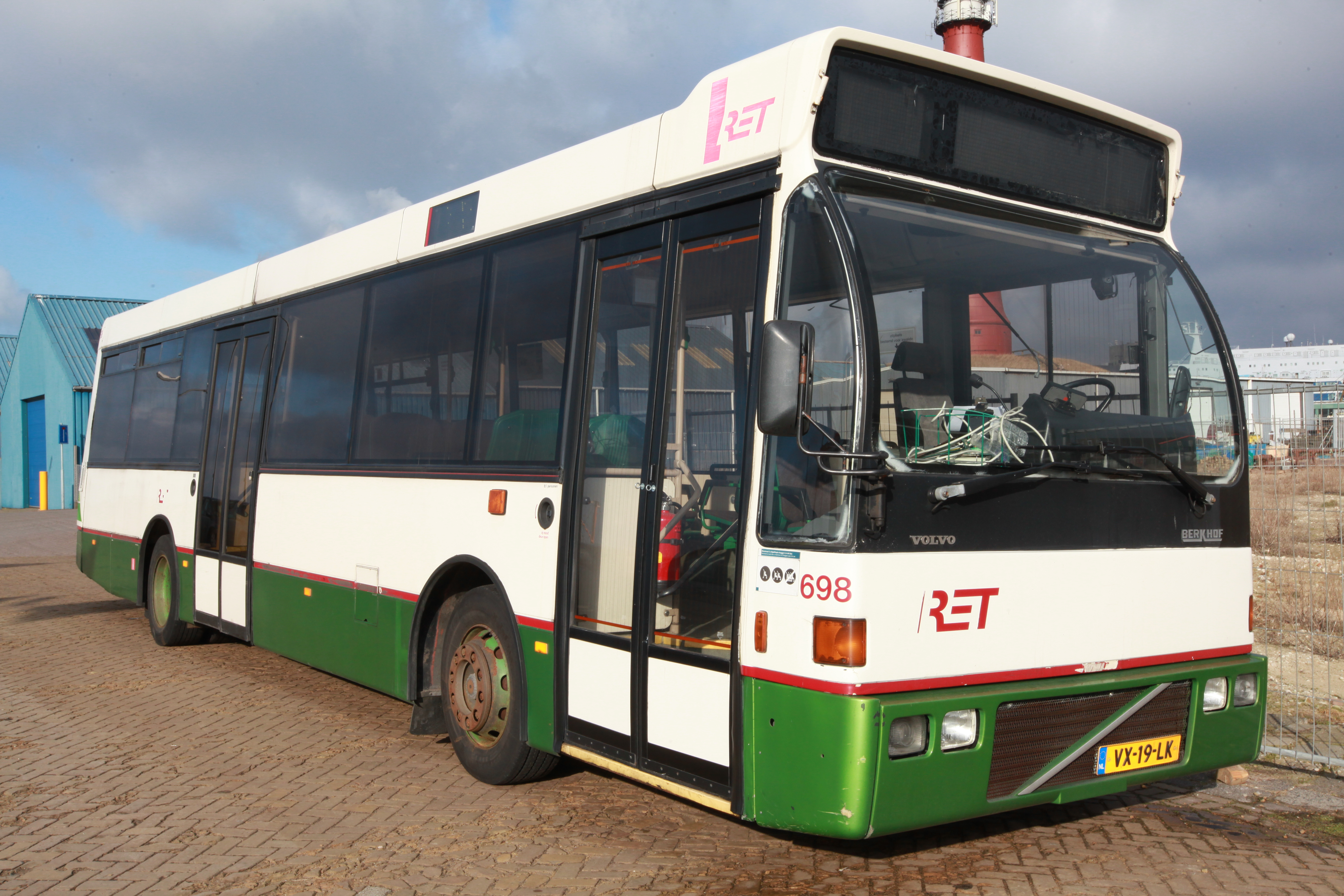
Hainje / Berkhof Volvo-bus
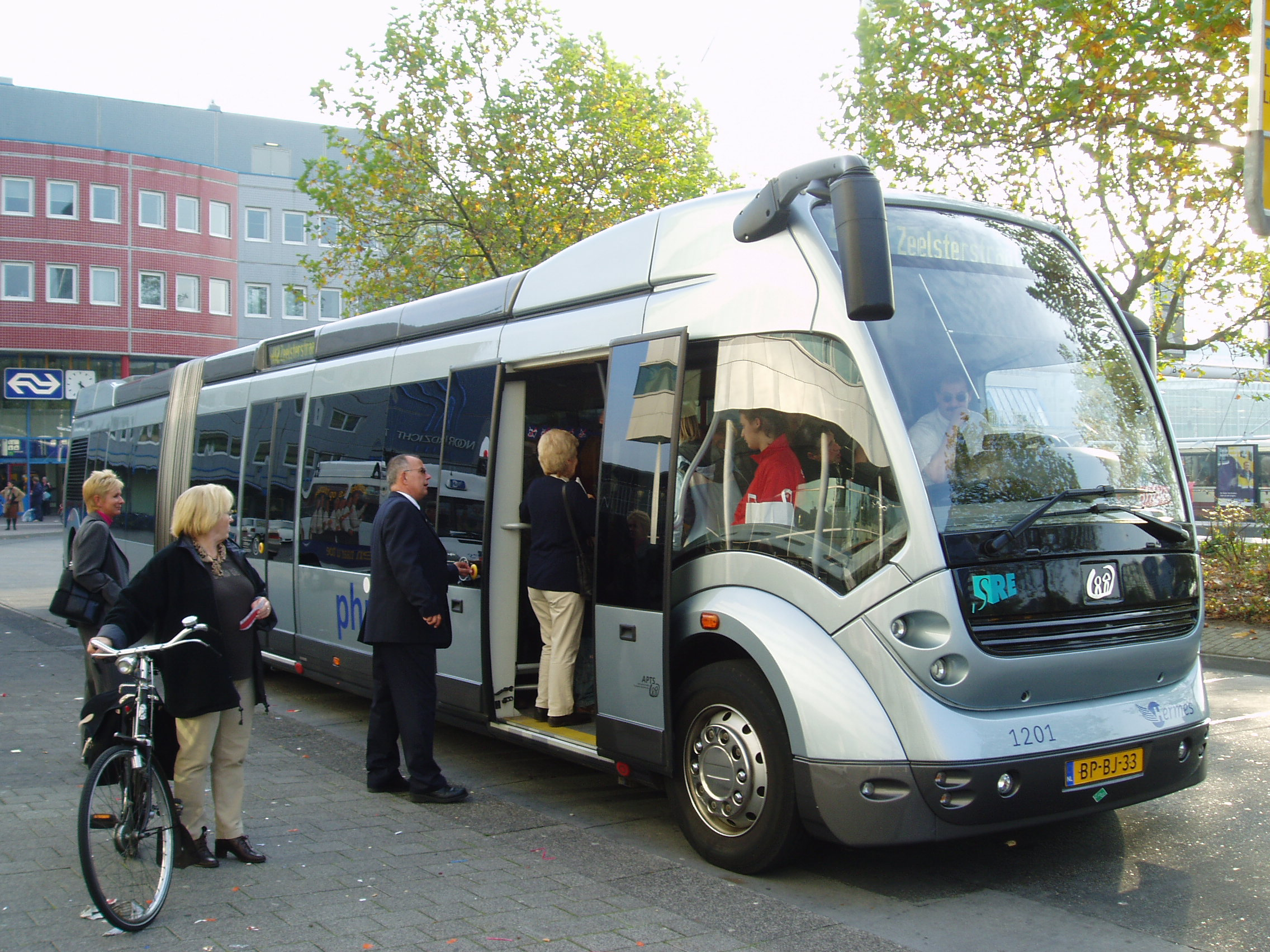
Phileas gelede bus
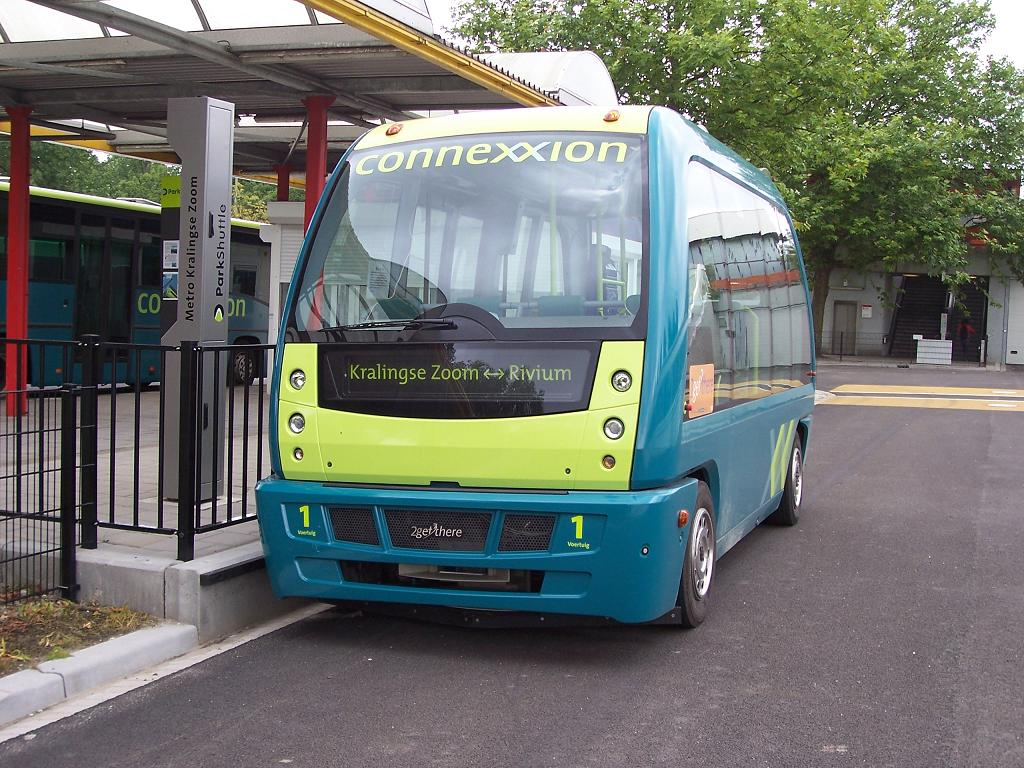
ParkShuttle II
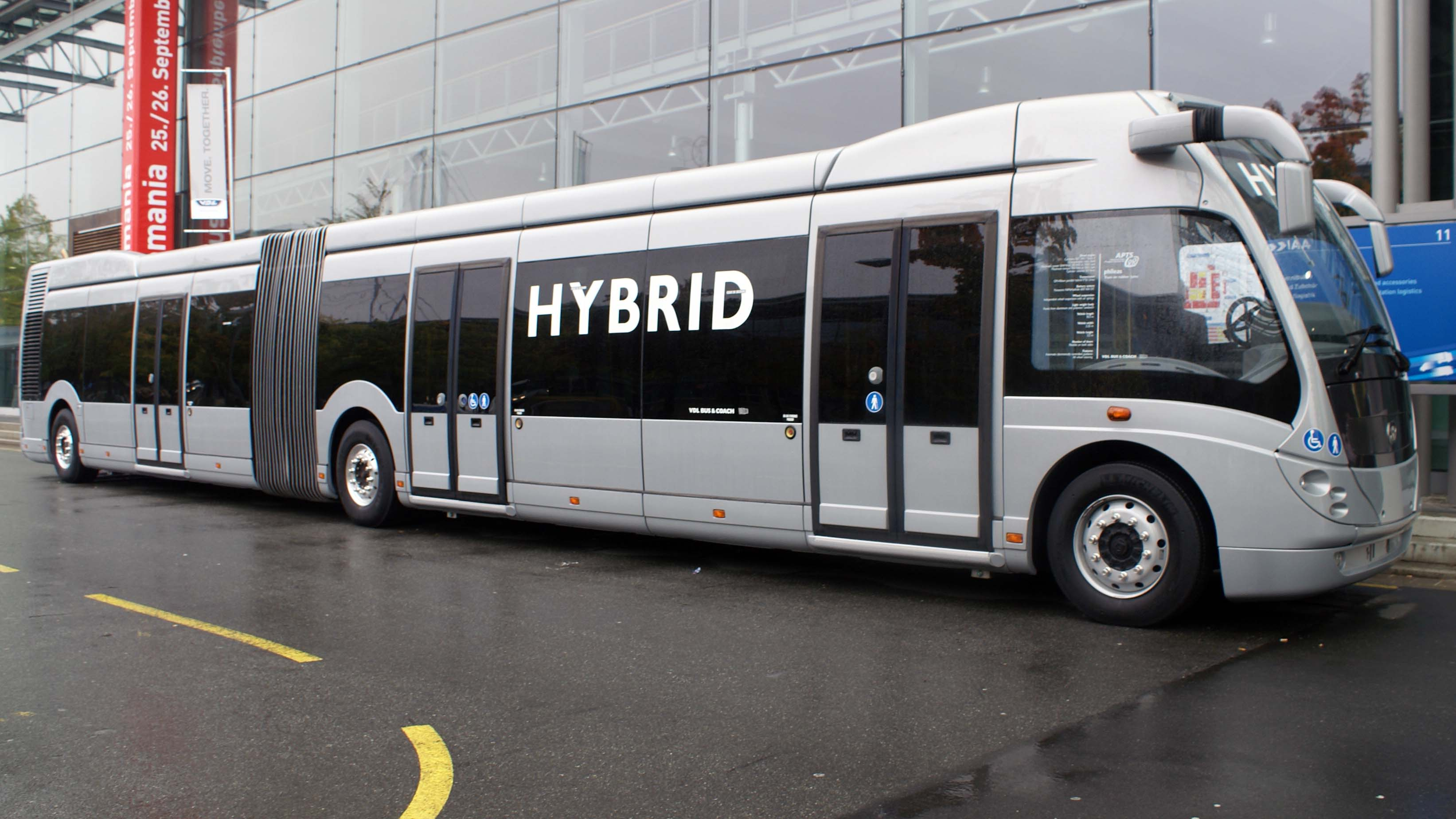
Évéole (Phileas Hybrid)